# Capital (Bulgarien)
Capital (bulgarisch Капитал, deutsche Transkription: Kapital) ist ein einflussreiches bulgarisches wirtschafts- und politisches Wochenblatt.
Die Redaktion vertritt einen liberalen Kurs: der Staat soll weniger eingreifen und der Wirtschaft mehr Freiraum einräumen. Wie die Tageszeitung Dnevnik, wird die Zeitung Capital von der Economedia mit Sitz in Sofia herausgegeben.
Die deutsche Verlagsgruppe Georg von Holtzbrinck (unter anderem Handelsblatt) hielt einen 50-prozentigen Anteil an der Economedia, allerdings kauften die bulgarischen Eigentümer der Economedia diese Anteile im November 2007 zurück.